# Château de Verteuil (Charente)
Pour l’article homonyme, voir Château de Verteuil (Lot-et-Garonne).
Le château de Verteuil est un monument historique en Charente (France). Sa construction remonte à 1080 ; il a été largement modifié depuis, bien qu'il reste des murs du XIIe siècle. Le château a toujours appartenu à la famille La Rochefoucauld. 
Pendant la guerre de Cent Ans (1337–1453), le château fut occupé à plusieurs reprises par les Anglais. 
Il a été démoli en 1442 mais fut rapidement reconstruit en utilisant les pierres d'origine. Durant les guerres de Religion aux XVIe et XVIIe siècles, le château était une place forte pour les Huguenots. Pendant l'épisode de La Fronde en 1650, il a été partiellement démoli par les troupes royales. 
Un autre château fut rebâti, mais a subi d'importants dégâts lors d'un incendie en 1793, pendant la Révolution française.
Le château a été rénové dans le style romantique après la restauration des Bourbons en 1815, et a été considérablement modifié depuis. 
Le château a été classé monument historique le 31 mars 1966, et a obtenu sa pleine protection le 19 novembre 2010.
Conçu sur un plan triangulaire, il comporte cinq tours coniques et une tour de guet coiffée de toits d'ardoise. 
Les archéologues ont découvert des traces des bâtiments plus anciens sur le site, datant du XIe siècle. 
L'architecte Frantz Jourdain a rénové l'intérieur de la tour du XIVe siècle comme bibliothèque pour la famille de La Rochefoucauld en 1893. 
Les tapisseries dites de la Chasse à la licorne, installées dans la chambre principale, ont été redécouvertes en 1850 ; elles ont ensuite été vendues à John D. Rockefeller, Jr. en 1923.

## Emplacement
Le château a une position stratégique : il domine le village de Verteuil-sur-Charente et la vallée de la Charente. Dans le passé, il contrôlait la route de Limoges à La Rochelle, sur le passage entre les cours de France et d'Espagne. 
Le mot Verteuil était souvent utilisé au Moyen Âge pour désigner une place fortifiée. Jean Froissart (c. 1337-1405) l'a décrit comme « un meult fort chasteau en Poictou sur les marches du Limousin et de la Saintonge » (un château fort du Poitou aux frontières du Limousin de la Saintonge). Le château, à quelques dizaines de kilomètres au nord d'Angoulême - de ce fait en Angoumois -, fut plus tard utilisé comme demeure fortifiée de la famille La Rochefoucauld.

## Historique

### Première époque
Le château est mentionné en 1080 comme la propriété du seigneur de La Rochefoucauld. Depuis lors, le château a presque toujours appartenu à un membre de la famille. Le premier siège réussi est mentionné en 1135, quand le comte Vulgrin II d'Angoulême (c. 1089–1140) le prend à Aymar II de la Rochefoucauld,. Les hostilités se poursuivent entre leurs descendants, William VI d'Angoulême (qui meurt en 1179) et Guy IV de la Rochefoucauld, mais cessent en 1170 quand ils assistent tous les deux à la consécration de l'église Saint-Amant-de-Boixe. Le roi Louis VII (1120-1180) et la reine Aliénor d'Aquitaine (1122-1204) auraient séjourné à Verteuil en 1137. La mère d'Aliénor était une La Rochefoucauld, et en raison de l'instabilité du pays, le jeune couple n'est resté que dans des endroits sûrs et bien fortifiés au cours de leur voyage de Bordeaux et Paris.

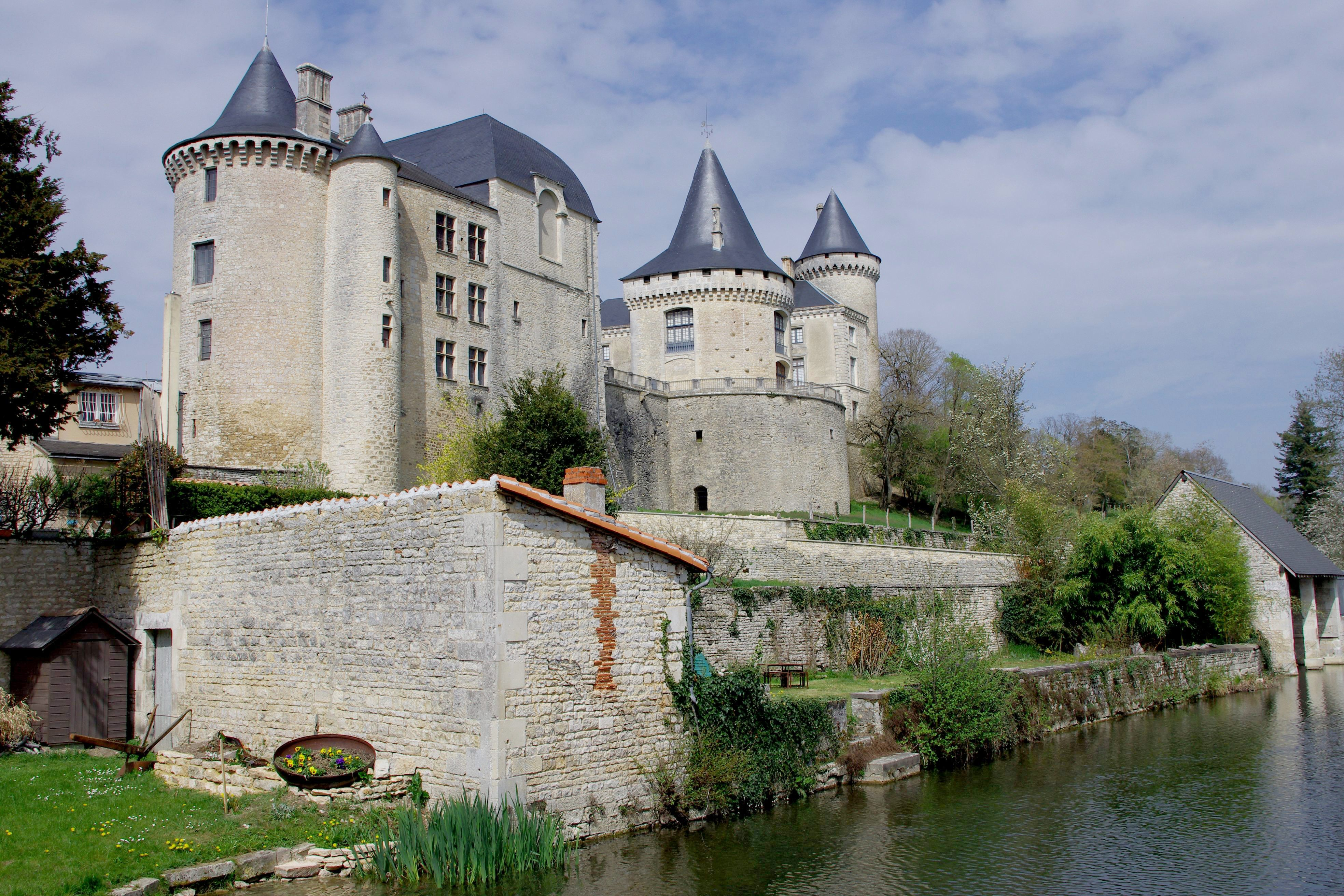
Vue du sud-est, la Charente au premier plan.

Le roi Philippe VI (1293-1350) séjourna au château en 1332. En raison des hostilités franco-anglaises, le château jouait à l'époque un rôle de plus en plus important. Durant la guerre de Cent Ans, par le traité de Brétigny en 1360, il est remis aux Anglais qui ne peuvent entrer en sa possession qu'un an plus tard. Le château fut cédé à contrecœur à Édouard III d'Angleterre par le régent en Guyenne, Jean Chandos, le 25 octobre 1361.  Le roi Édouard III avait amené le frère du gardien au château et menacé de le décapiter à moins d'une capitulation immédiate. Les troupes françaises commandées par le duc de Bouillon et Geoffroy III de la Rochefoucauld assiégèrent le château en 1380, mais il ne céda que cinq ans plus tard, après un siège qui l'endommage. Les Anglais le regagnèrent ensuite, et finalement, en 1442, le roi Charles VII (1403-1461) le reconquiert pour de bon.
Les La Rochefoucauld, qui avaient joué un rôle majeur dans la lutte contre les Anglais, commencent maintenant à ravager Angoulême pendant la révolte de la Praguerie. Charles VII revient, et cette fois détruit le château, en y mettant en partie le feu. Cependant les pierres sont récupérées et le château reconstruit sur l'emplacement du château féodal édifié au XIe siècle.
En 1446, Guillaume de La Rochefoucauld obtient le pardon du roi, ainsi que le droit de reconstruire une défense : une muraille et deux tours de défense, afin qu'il redevienne un bâtiment protecteur pour les villageois de Verteuil. Sous ce prétexte, ils en font un des châteaux les mieux défendus en France Les murs sont restaurés et renforcés en utilisant les dernières techniques architecturales. La châtellenie de Verteuil fut érigée en baronnie au XVe siècle; elle s'étendait alors sur 16 paroisses et elle comprenait 62 fiefs dans sa mouvance.
François Ier de La Rochefoucauld (mort en 1541) était le parrain du roi François Ier (1494-1547), qui visita Verteuil en 1516. Anne de Polignac, veuve de François II de la Rochefoucauld, y reçoit l'empereur Charles Quint (1500-1558) le 6 décembre 1539.  Sa tante maternelle était l'épouse de l'historien Philippe de Commines. Elle apporte de nombreuses améliorations au château et fait construire la célèbre bibliothèque. En 1558, Henri II (1515-1559) séjourne à Verteuil avec son fils, Charles, duc d'Orléans (1550-1574) et sa fille Élisabeth (1545-1568), la future femme de Philippe II d'Espagne (1527-1598).

### Guerres de Religion et dynastie des Bourbons

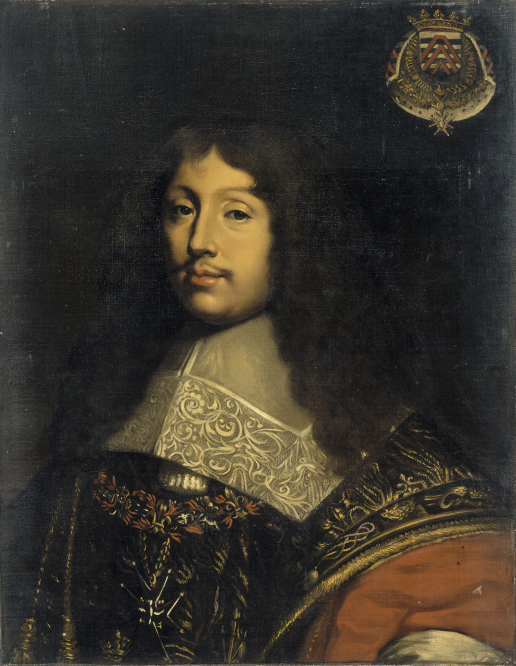
François VI, duc de La Rochefoucauld, écrivain (1613–1680).

François III de La Rochefoucauld (1521-1572) devient le beau-frère du protestant Louis, Prince de Condé (1530-1569), et organise en 1560 une rencontre à Verteuil entre Condé et le cardinal Georges d'Armagnac (c. 1501-1585), légat du pape Pie IV, dans le but d'empêcher de nouveaux conflits. Deux ans plus tard, François III se rallie aux protestants. En 1567, le sixième synode national de l'Église réformée de France se tient au château, et l'année suivante celui-ci devient un point de ralliement pour les troupes huguenotes qui viennent à l'aide de La Rochelle, assiégée par les catholiques. Le château est visité par le futur Henri IV (1553-1610), Catherine de Médicis (1519-1589) et sa fille, Marguerite (1553-1615), ainsi que par Louis XIII (1601-1643), Anne d'Autriche (1601-1666) et la reine-mère Marie de Médicis (1575-1642).
En 1650, François VI, duc de La Rochefoucauld (1613-1680), rassemble plus de 2000 chevaliers qu'il conduit à Bordeaux pour aider les nobles de la seconde Fronde. Peu après, Charles de La Porte, maréchal de France et duc de la Meilleraye (1602-1664) attaque et prend le château avec les troupes royales. Il détruit l'orangerie et démolit partiellement le château. Les murs de l'aile nord sont gravement abîmées, les tours démantelées, le pont-levis enlevé et le fossé profond qui défendait le nord-ouest du château est partiellement rempli. Le château reste habitable, et en 1651, y séjourna le prince de Conti, mais il fut forcé de se retirer par le régiment des gardes de la Reine. Ceux-ci installèrent une garnison de 150 hommes au village de Verteuil.
François VI est exilé par Louis XIV (1638-1715) après la révolte. En 1652, François VI revient au château de Verteuil, où il passe la majeure partie de son temps à écrire ses Mémoires, jusqu'en 1659. Son retour en grâce en 1662 est suivi de la publication de ses Maximes en 1665. François meurt à Paris en 1680 mais est enterré dans la chapelle franciscaine de Verteuil, fondée en 1470 par son ancêtre, Jean, seizième seigneur de La Rochefoucauld, et treizième seigneur de Verteuil. Tous les successeurs de Jean ont été enterrés dans cette chapelle jusqu'au début de la Terreur en 1793.
Il y a eu quelques visiteurs distingués à Verteuil pendant le règne de Louis XV (1710-1774). Elisabeth Farnèse (1692-1766), la seconde femme de Philippe V d'Espagne (1683-1746), passa quelque temps à Verteuil. L'agronomiste anglais Arthur Young, dans son compte-rendu de voyage en France en 1787, donne une description détaillée et flatteuse de Verteuil, louant les améliorations agricoles et la vie de la population.

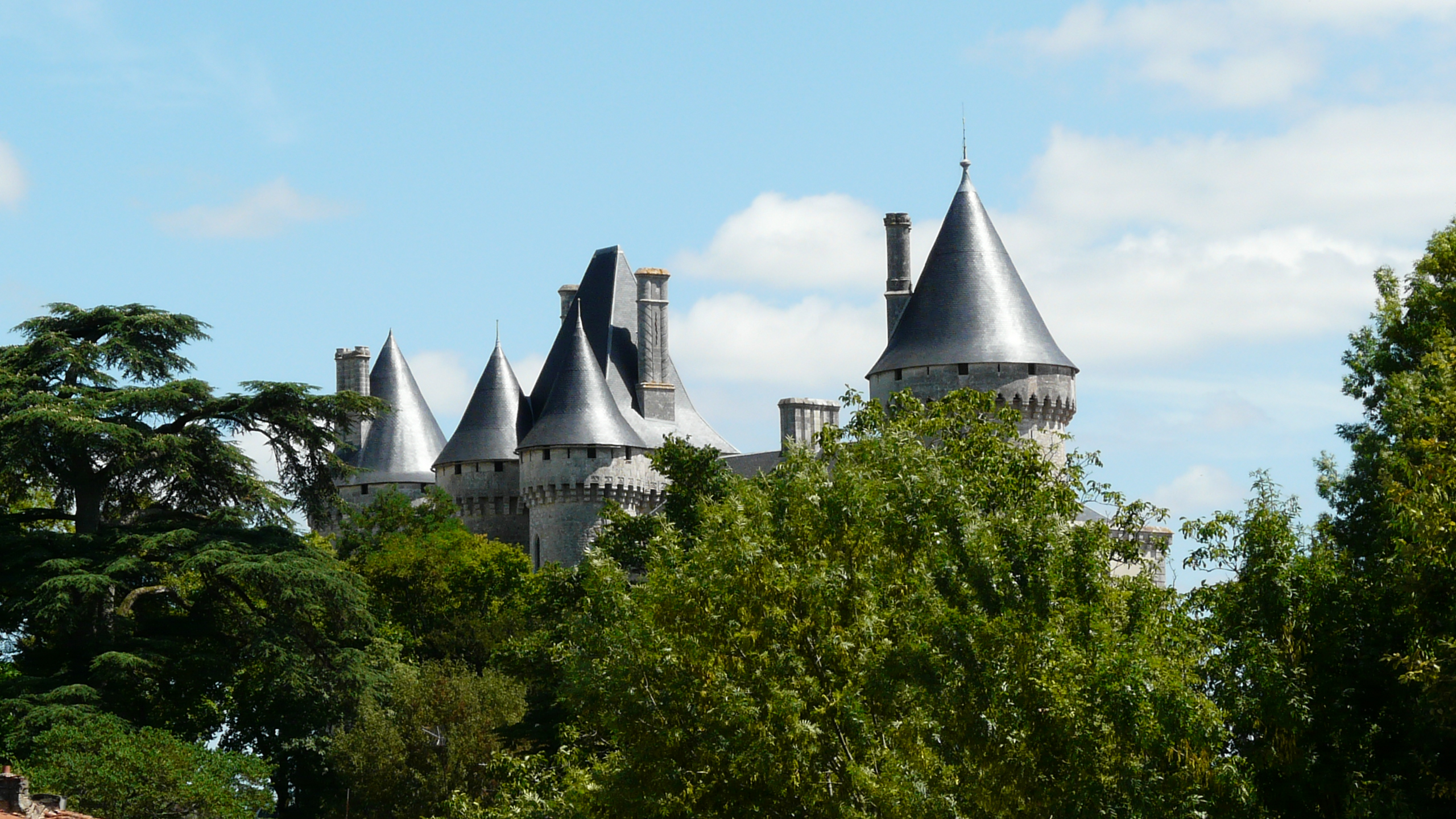
Vue du parc.

### Révolution française
Au moment du déclenchement de la Révolution française (1789-1799), les relations entre la famille de La Rochefoucauld et les habitants de Verteuil sont excellentes. Selon le marquis d'Amodio, rien ne serait arrivé au château s'il n'y avait eu le comité de salut public de Ruffec et le député de la Convention Gilbert Romme, à qui l'on attribue l'autodafé de la plupart des archives de Verteuil, ainsi que de trente portraits. 
Un incendie accidentel en 1793 détruit la grande galerie qui relie la chapelle à la tour nord, et la face ouest de la grande tour central a été gravement endommagée. Le feu s'est propagé le long des toits et des tourelles de l'aile nord-ouest, et la partie supérieure de la tour nord a également été brûlée. La chapelle a été saccagée et les flammes ont détruit sa façade et une partie de son mur nord. La crypte n'a pas été endommagée. La plupart des sols et cheminées du château ainsi que toutes les portes, fenêtres et boiseries ont été irrémédiablement détruits.

### Période récente

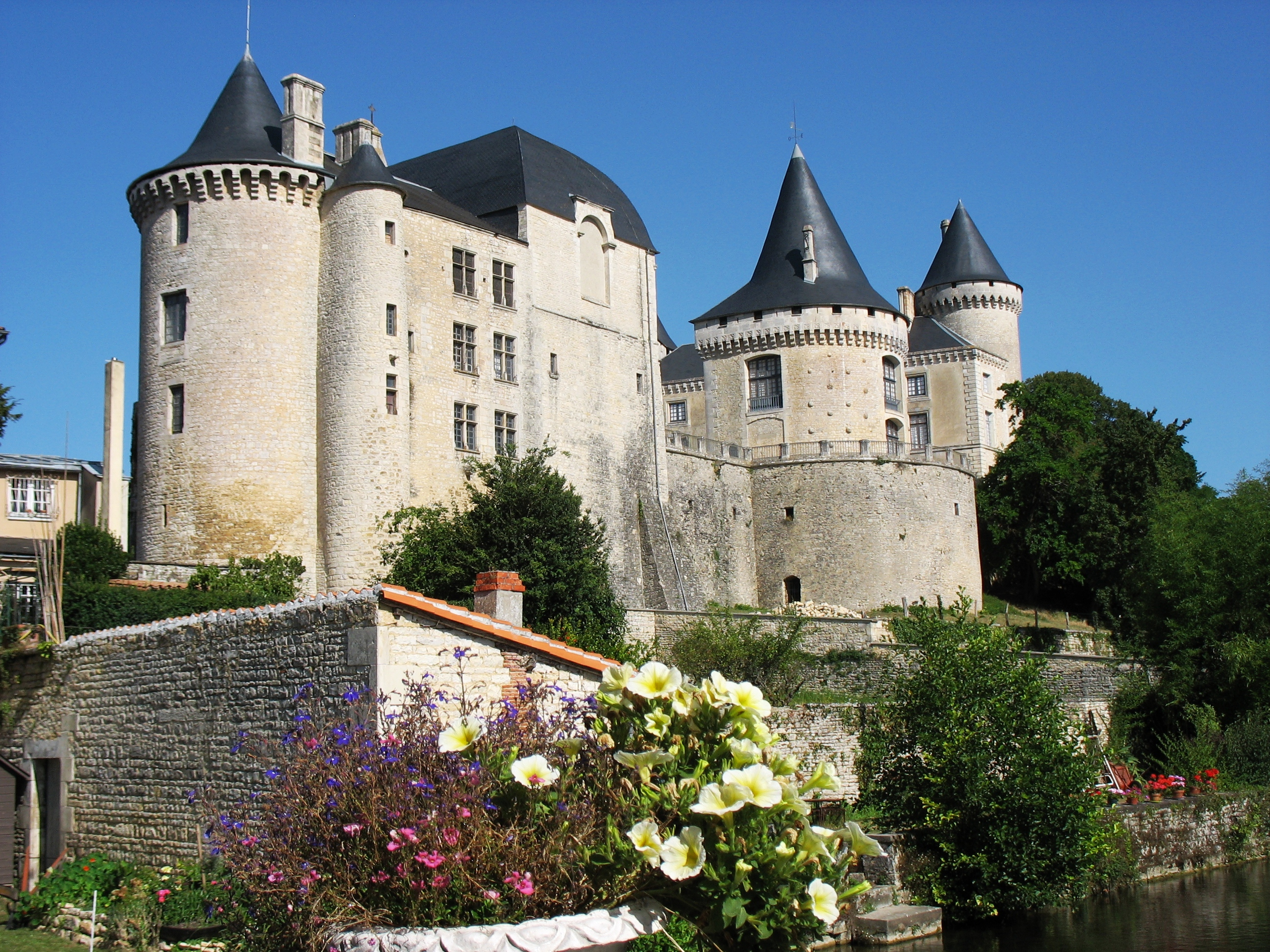
Le château en 2012.

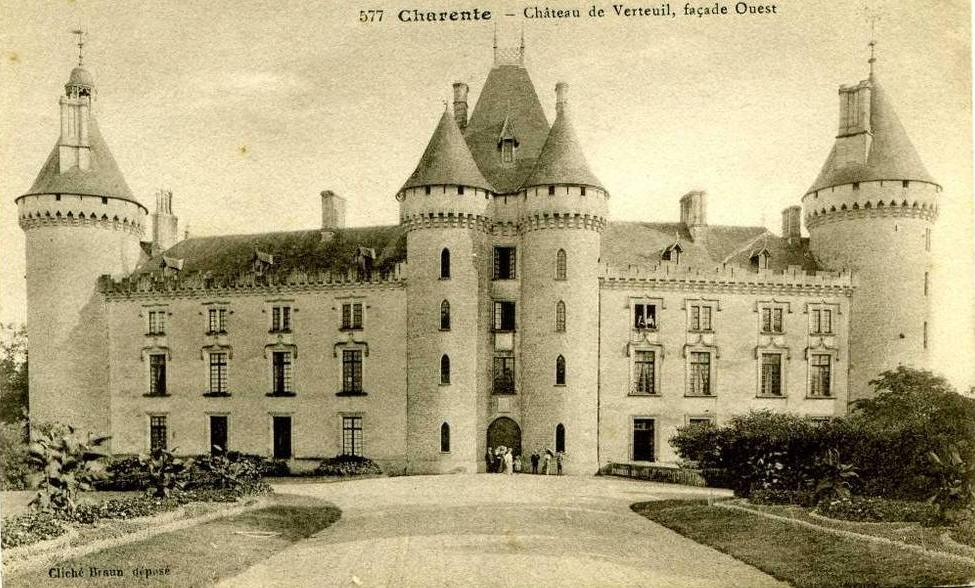
La façade nord-est avec l'entrée principale et les ailes attenantes au début du XXe siècle.

Après la Révolution, Hippolyte de La Rochefoucauld (1804-1863), qui a été ministre plénipotentiaire en Allemagne et à Florence, rachète le château. Il fut rénové au début du XIXe siècle. Les travaux furent entrepris par les La Villéon dans le style romantique, à la mode à l'époque de la Restauration des Bourbons, après 1815. 
Des ornements de fenêtres et de fausses meurtrières furent ajoutés, ainsi que deux tours sur la façade sud. Ils ajoutèrent également une flamboyante balustrade et des lucarnes, et ont apporté des modifications à une partie de la chapelle.
Pendant le Second Empire (1852-1870), de nouveaux changements ont été apportés, principalement à l'intérieur. Hippolyte de La Rochefoucauld y apporte une belle collection de mobilier et une paire de chandeliers de verre de style vénitien quand il s'y retire pour sa retraite. Il fait restaurer le grand escalier en pierre.
Influencé par Eugène Viollet-le-Duc, il décide de transformer la large tour est en bibliothèque. Il bouche les anciennes ouvertures des vieux murs et y perce de larges fenêtres. Il commande une copie de la statue de l'auteur des Maximes par Didier Début, placé sur la face de l'hôtel de ville de Paris. 
Son fils Aimery et son petit-fils Gabriel continuèrent les travaux.
Aimery de La Rochefoucauld (1843-1928) inspira à Proust, qui le connaissait bien, les traits de plusieurs de ses personnages.
Pendant la Seconde Guerre mondiale (1939-1945), le château abrita des troupes françaises et des réfugiés d'Alsace-Lorraine arrivés en 1940. Pendant plusieurs mois, il fut partiellement occupé par des unités allemandes. En 1944, des résistants du maquis s'y cachèrent. 
Des découvertes archéologiques extrêmement intéressantes ont été faites depuis la guerre. Les recherches entamées par le comte Gabriel de la Rochefoucauld, interrompues pendant la guerre, ont permis de découvrir des parties enterrées du château, datant des XIIe et XIIIe siècles, y compris la pièce qui abritait le mécanisme du pont-levis. Un escalier du XIIe siècle fut découvert, qui mène à la basse chapelle en très bon état, datant du XIe siècle, dont l'existence était inconnue avant 1958. D'autres traces de fondations de bâtiments ont été retrouvées.
Le château, meublé et habité, demeuré propriété familiale de la famille de La Rochefoucauld, appartint à Anne de La Rochefoucauld, Marquise de Amodio, qui fut fondatrice en 1958 de l'association de défense du patrimoine Vieilles maisons françaises, jusqu'à sa mort en 1980. 
La marquise de Amodio eût pour successeur à Verteuil le comte Sixte de La Rochefoucauld-Estissac, mort en 2023.
En août 2020, le château est mis officiellement en vente, il appartenait aux La Rochefoucauld depuis près d'un millénaire.  
La vente intervenue  le 5 juillet 2021 est suivie de celle d'une partie du mobilier du château en 230 lots, dont un salon - ou partie de salon ? - en cinq pièces dont un fauteuil qui est estampillé Boulard, réputé avoir appartenu à la duchesse de Richelieu (reprod .coul. dans "La Gazette Drouot" n°36 du 15/10/2021, p.106). Il s'agit d'un modèle rare pouvant être inspiré d'un dessin de Delafosse (MAD de Paris),à rapprocher d'un autre mobilier de salon par Boulard et Bauve, qui fut livré vers 1765- 1770 au marquis d'Argenson pour la grande Chancellerie d'Orléans.

### Protection
Le château a été classé monument historique le 31 mars 1966 : ce classement concerne uniquement les façades, les toits, et les charpentes . 
Le site a été classé complètement le 19 novembre 2010. 
il est à présumer que le château, la cour intérieure et le terrain attenant au Nord recèlent des vestiges archéologiques.

## Architecture

### Extérieur

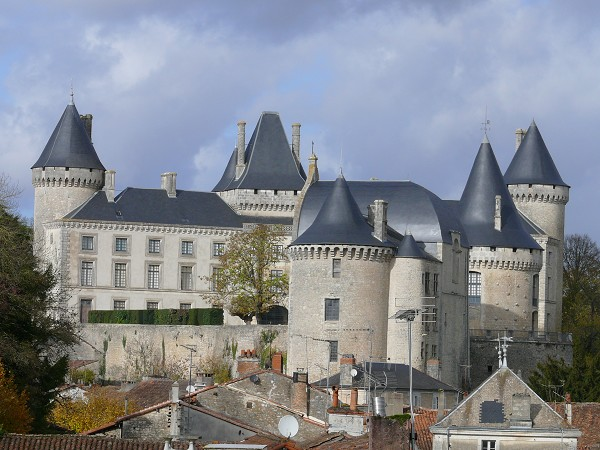
Vue arrière du sud, avec les murailles et la tour de la bibliothèque au premier plan.

Le château actuel avec ses cinq tours coniques et sa tour de guet coiffées de toits d'ardoises a commencé à être construit au XVe siècle, et a été modifié et agrandi plusieurs fois depuis. Un parc fut aménagé au XIXe siècle, à travers lequel une large allée amenait les visiteurs jusqu'à la porte principale. Cette porte est celle de la tour centrale carrée au toit pyramidal. Ce donjon carré est la principale partie restante de la structure médiévale. Le bâtiment actuel est conçu sur un plan triangulaire. La grande tour à l'extrémité du triangle est la guérite médiévale, dont les ailes s'étendent de chaque côté. 
Une tour isolée, transformée maintenant en bibliothèque, sépare la muraille à l'est.
Toutes les toitures sont en ardoise ; elles sont à poivrières pour les tours, à deux pans pour les bâtiments, pyramidale pour le pavillon d'entrée et en voûte pour la chapelle.
Les bâtiments du sud-est sont à peine affectés par la restauration du XIXe siècle, à l'exception de la chapelle. Les murs de la tour du XIIe siècle ont en majorité survécu, en partie reconstruits au XVe siècle, et il y a des traces d'une chapelle romane. 
Le parc a été repensé au XIXe siècle, entouré de murs en pierre sèche avec plusieurs entrées ; ceux-ci ont depuis été supprimés, tout comme les jardins luxuriants du XVIIIe siècle, mais quelques traces en subsistent sous forme de buis, allées, bassins à deux terrasses et une rocaille.

### Intérieur
Un inventaire est réalisé en 1728 après la mort du duc François VIII. La bibliothèque contient 1069 ouvrages La chambre à coucher principale contient un lit élégant aux somptueux ornements de velours violet brodé d'or et d'agent, des fauteuils rembourrés du même velours, un grand tapis turc dans une alcôve, une table en noyer et d'autres objets.
L'architecte Frantz Jourdain rénove l'intérieur de la tour du XIVe siècle et la transforme en bibliothèque pour la famille de La Rochefoucauld en 1893. Il la conçoit comme une  "chapelle intellectuelle" afin d'exposer les souvenirs du célèbre auteur. Adrien Karbowsky contribue à la décoration de la pièce en y peignant sur les murs. Le fils d'Hippolyte, le comte Aimery de La Rochefoucauld, continue de collecter les souvenirs de ses ancêtres, en transformant le château en une espèce de musée de famille. Il redécore la chapelle et y ajoute des vitraux.

## Les tapisseries dela Chasse à la licorne
Sept tapisseries de la Chasse à la licorne sont mentionnées en 1680 dans un inventaire des possessions parisiennes du duc François VI. Brodées autour de thèmes symboliques, elles semblent avoir été faites à l'occasion d'un mariage, probablement celui d'Anne de Bretagne (1477-1514) avec Louis XII (1462-1515) ; leurs chiffres auraient jadis décoré le ciel de la plupart des tapisseries.
L'inventaire de 1728 mentionne cinq tapisseries de la Chasse à la licorne, suspendues dans la chambre à coucher principale du château. Les tapisseries qui ont alors un peu plus de deux cent ans, sont dans un état d'usure avancé. Deux autres tapisseries sont mentionnées dans « un hall inférieur près de la chapelle, servant actuellement de lieu de stockage pour des meubles ». Elles sont décrites comme « deux tapisseries de la Licorne, déchirées en plusieurs endroits ».
Pendant la Révolution française, le comité de surveillance de Ruffec décide que les vieilles tapisseries du château pouvaient être préservées, du fait qu'elles ne portent aucun insigne royal; il semble que les insignes aient été découpés pour que ces tapisseries ne soient pas détruites par la foule lorsque le château fut pillé en 1793. 
Elles furent prises par des paysans qui les utilisaient pour protéger leurs pommes de terre du gel et pour couvrir leurs arbres en espalier; le comte Hippolyte redécouvre les tapisseries dans les années 1850, utilisés par un paysan comme protection pour ses légumes dans sa grange. Après avoir été restaurées, en 1856 elles furent accrochées dans un salon du château. Xavier Barbier de Montault voit les tapisseries à Verteuil vers 1880 et déclare que bien qu'elles soient « quelque peu restaurées, [elles] sont d'une fraîcheur et d'une grâce incomparables ».
En 1923 elles furent vendues à John D. Rockefeller Jr. et expédiées à New York qui en 1937, les offrit au Cloisters Museum où elles sont aujourd’hui visibles dans les galeries médiévales.

Tapisseries de la Chasse à la licorne
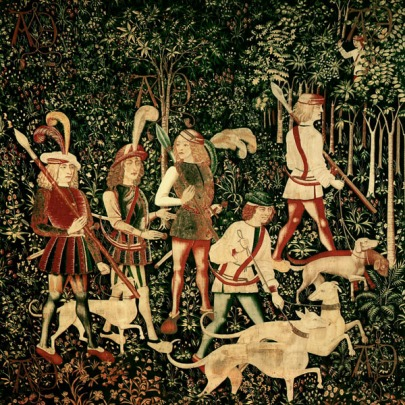
Les Chasseurs entrent dans les bois.
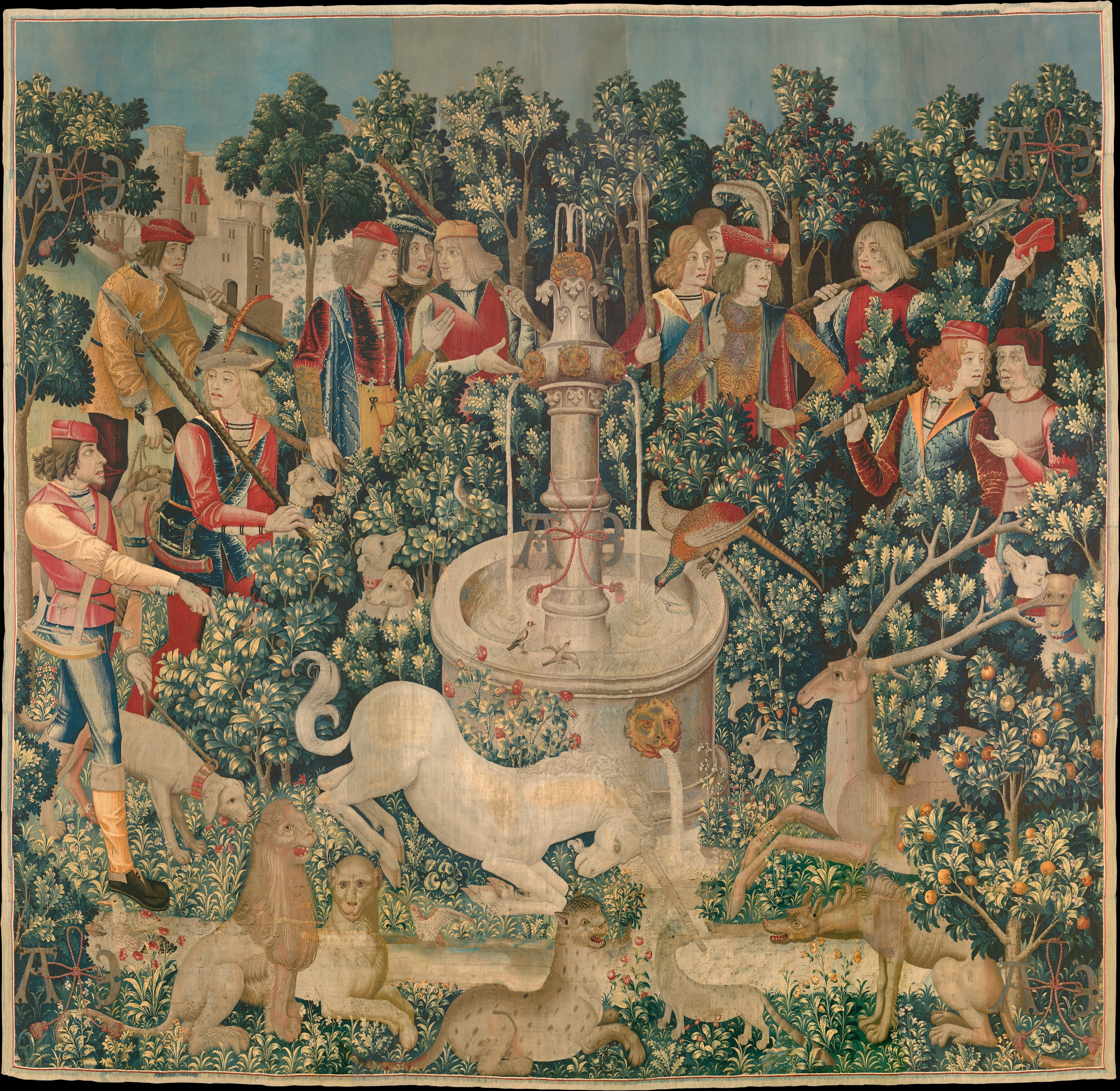
La Licorne est trouvée.
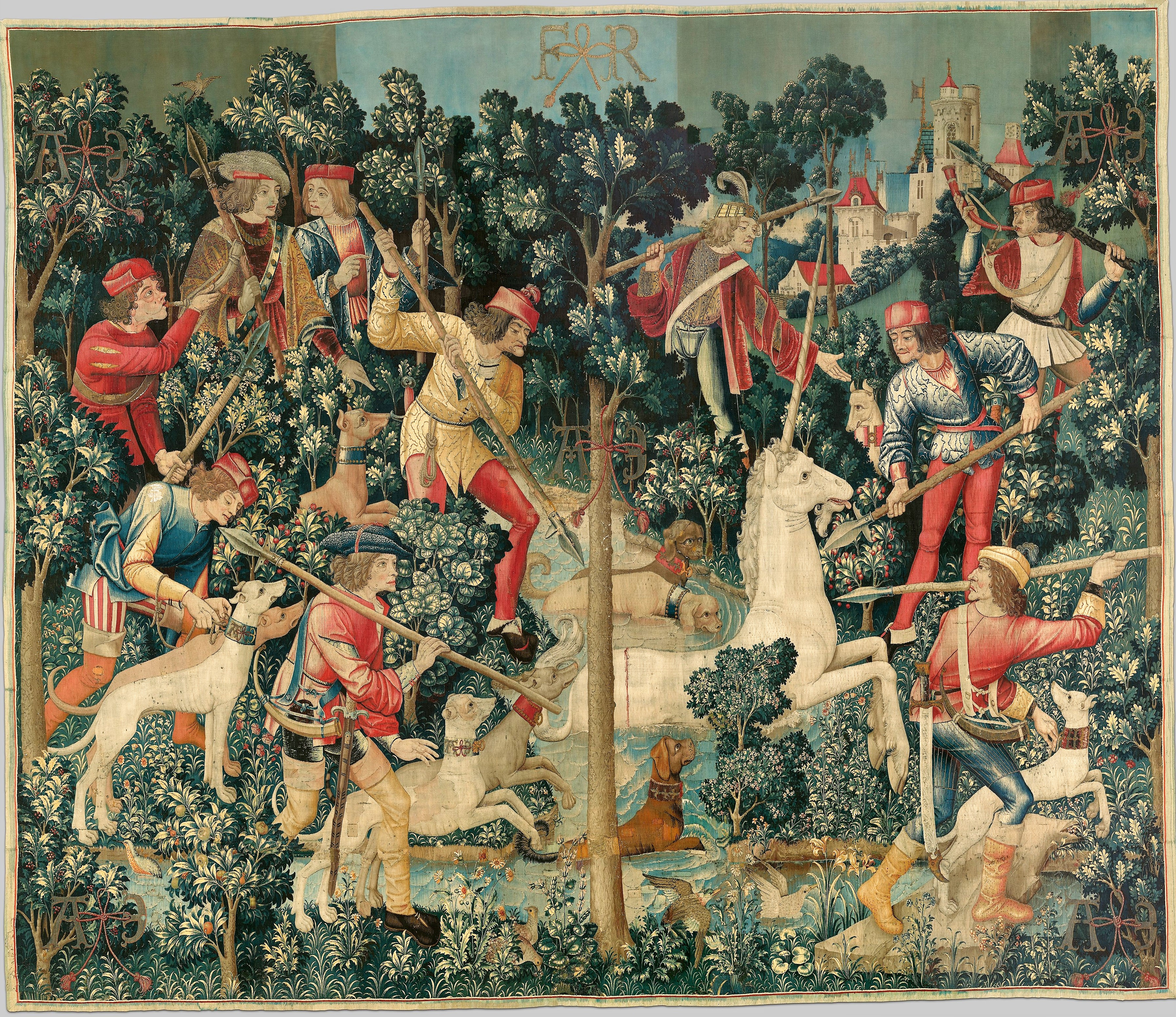
La Licorne est attaquée.
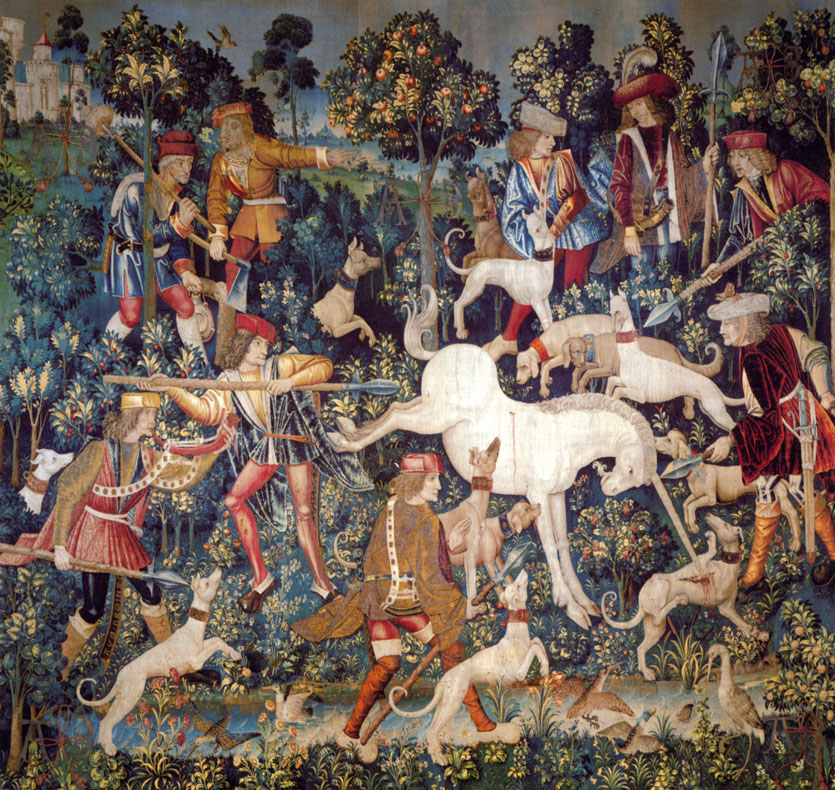
La Licorne se défend.
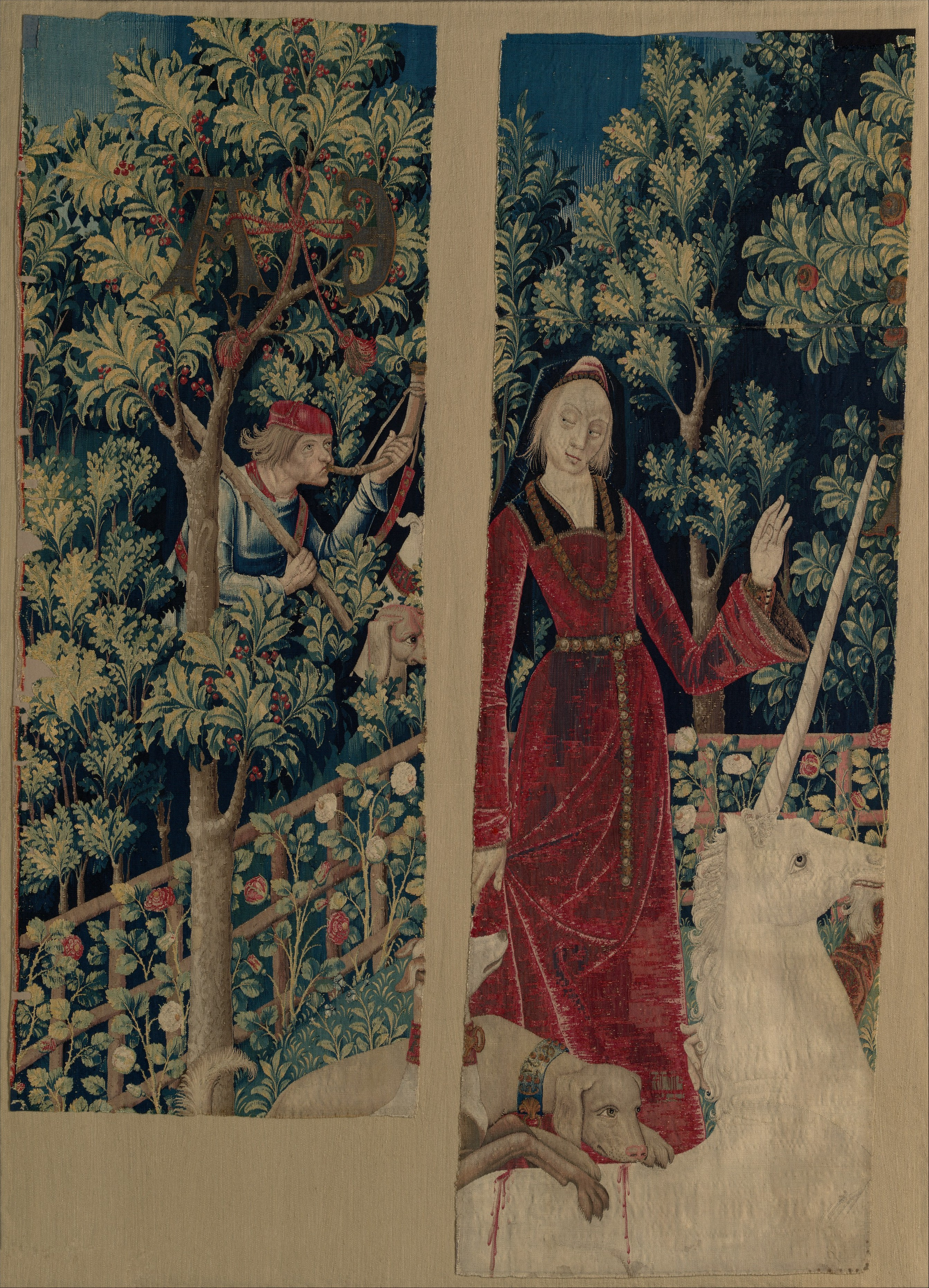
Les deux morceaux de "La Capture mystique de la Licorne".
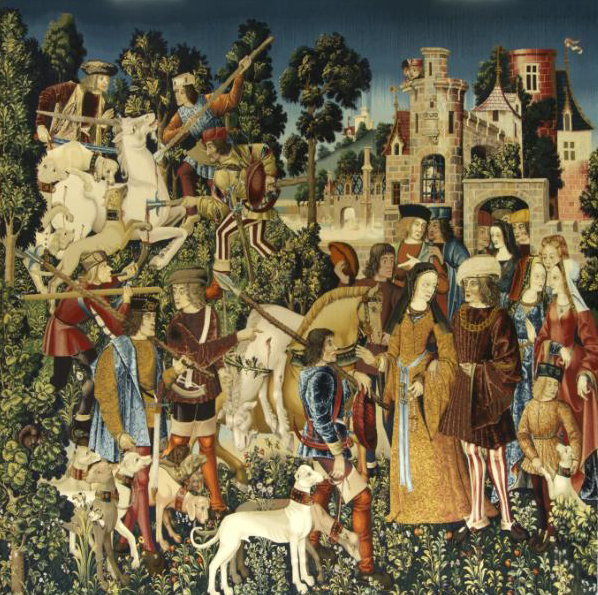
La Licorne est tuée et amenée au Château.
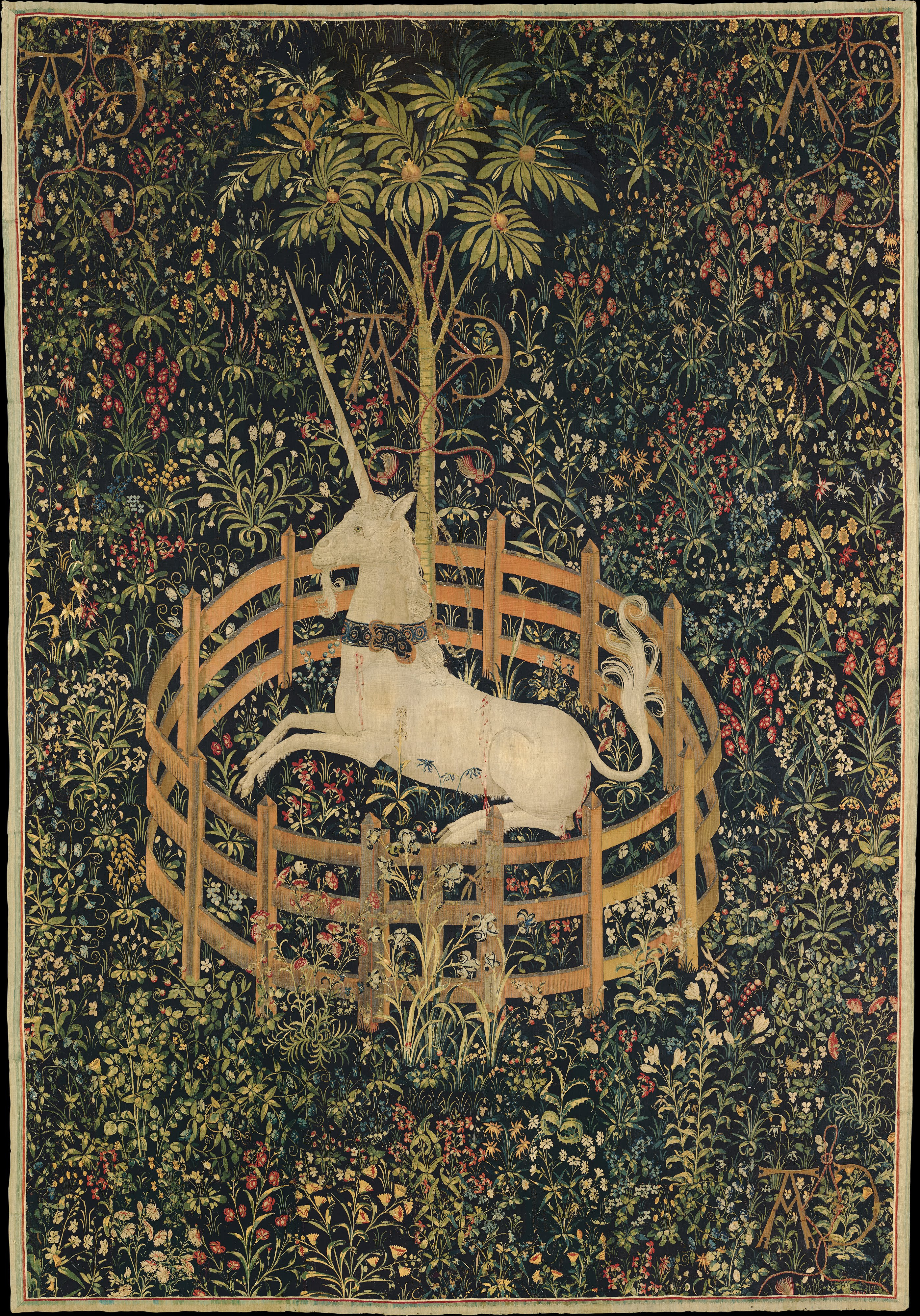
La Licorne revit et est en captivité.

## Lieu de tournage
- La Loi de Gloria — L'Avocate du diable, téléfilm français de Didier Le Pêcheur (2017), avec Victoria Abril et Andréa Ferréol, a été tourné à Angoulême et au château de Verteuil-sur-Charente.